# Гургушинов, Любен
Любен Николов Гургушинов (болг. Любен Николов Гургушинов; род. 2 ноября 1931, Рила, Кюстендилская область) — болгарский легкоатлет, выступавший в тройном прыжке. Участник летних Олимпийских игр 1960 и 1964 годов.

## Биография
Любен Гургушинов родился 2 ноября 1931 года в болгарском городе Рила.
Трижды становился победителем чемпионата Балкан по лёгкой атлетике в тройном прыжке (1957—1959).
В 1958 году на чемпионате Европы по лёгкой атлетике в Стокгольме занял 10-е место с результатом 14,91 метра.
В 1960 году вошёл в состав сборной Болгарии на летних Олимпийских играх в Риме. Был заявлен в тройном прыжке, но не вышел на старт.
В 1962 году на чемпионате Европы в Белграде занял 8-е место (15,22).
В 1964 году вошёл в состав сборной Болгарии на летних Олимпийских играх в Токио. В тройном прыжке занял в квалификации 27-е место с результатом 14,75 - на 1,05 метра меньше норматива, дававшего право выступить в финале.

## Личный рекорд
- Тройной прыжок — 16,14 (1963)[4]